# Osladovke
Osladovke (lat. Polypodiaceae), porodica pravih paprati (papratnice) iz reda Polypodiales. Poznate su još od donje jure, i još češće od paleogena. U Hrvatskoj su pronađene u miocenu, a danas je tu zastupljeno svega nekoliko vrsta iz roda oslad (Polypodium). 
Porodica se sastoji od potporodica s preko 1737 vrsta i 39 hibrida, a najvažniji je oslad, koji je ovo hrvatsko ime dobio zbog slatkog okusa podanka. Naziv polypodium dolazi od grčkog polys (mnogo) i podium (nožica), zbog perastih režnjeva listova nalik nožicama. Kod obične osladi (Polypodium vulgare) jestiv je samo podanak, i to u manjoj količini.

## Opis
Porodica poligramoidnih paprati Polypodiaceae predstavlja jednu od najdiverzificiranijih skupina epifitskih paprati, s više od 1600 vrsta rasprostranjenih na svim kontinentima osim Antarktike, s najvećom raznolikošću vrsta u tropskim i suptropskim regijama. Unatoč napretku u nedavnim filogenetskim studijama Polypodiaceae, infraporodična klasifikacija ove skupine paprati još uvijek je problematična. Istraživani su filogenetski odnos unutar Polypodiaceae koristeći podatke o genomu plastida (plastoma) i nuklearnog ribosomalnog cistrona dobivene visokoučinkovitim sekvenciranjem. Iako podaci skeniranja genoma snažno podržavaju monofiliju mnogih rodova i kladusa Polypodiaceae, odnosi unutar nekih kladusa i duž okosnice filogenije ostaju nepodudarni između podataka o plastomu i jezgri. Objašnjenje je vjerojatno faktor složene evolucijske povijesti koja se nalazi u tim kladama, kao što je brzo zračenje, nepotpuno sortiranje loza, drevna hibridizacija i nedavna introgresija. Na temelju spojenog skupa podataka, nove filogenetske analize podržavaju devet glavnih kladusa u Polypodiaceae, koje zaslužuju priznanje kao podporodice, Crypsinoideae, Grammitidoideae, Loxogrammoideae, Microsoroideae, Platycerioideae, Polypodioideae, Adetogrammoideae, Campyloneuroideae i Serpocauloideae, dok su posljednje tri odvojene od Polypodioideae kao nove podporodice. Sve te unutarporodične podjele, identificirane s molekularnim podacima, dodatno su podržane nemolekularnim značajkama uključujući disekciju lišća, venaciju, ljuske i parafize, oralne značajke i geografsku distribuciju.

## Rodovi
1. Familia Polypodiaceae J. & C. Presl (1718 spp.)
  1. Subfamilia Loxogrammoideae H. Schneid.
    1. Dictymia J. Sm. (2 spp.)
    2. Loxogramme (Blume) C. Presl (39 spp.)

  2. Subfamilia Platycerioideae B. K. Nayar
    1. Platycerium Desv. (17 spp.)
    2. Hovenkampia Li Bing Zhang & X. M. Zhou (3 spp.)
    3. Pyrrosia Mirb. (65 spp.)

  3. Subfamilia Microsoroideae B. K. Nayar
    1. Tribus Thylacoptereae C. C. Chen & H. Schneider
      1. Thylacopteris Kunze ex J. Sm. (3 spp.)

    2. Tribus Goniophlebieae C. C. Chen & H. Schneider
      1. Goniophlebium (Blume) C. Presl (32 spp.)

    3. Tribus Lecanoptereae C. C. Chen & H. Schneider
      1. Bosmania Testo (3 spp.)
      2. Lecanopteris Reinw. (24 spp.)

    4. Tribus Microsoreae V. N. Tu
      1. Microsorum Link (42 spp.)
      2. Leptochilus Kaulf. (37 spp.)
      3. Podosorus Holttum (1 sp.)

    5. Tribus Lepisoreae Ching ex E. Hennipman, P. Veldhoen & K. U. Kramer
      1. Lepisorus (J. Sm.) Ching (95 spp.)

  4. Subfamilia Crypsinoideae B. K. Nayar
    1. Synammia C. Presl (3 spp.)
    2. Drynaria (Bory) J. Sm. (33 spp.)
    3. Selliguea Bory (124 spp.)

  5. Subfamilia Polypodioideae Sw.
    1. Phlebodium (R. Br.) J. Sm. (3 spp.)
    2. ×Phlebosia Viane & Pompe (0 sp.)
    3. Pecluma M. G. Price (48 spp.)
    4. Pleopeltis Humb. & Bonpl. ex Willd. (91 spp.)
    5. Polypodium L. (51 spp.)
    6. Pleurosoriopsis Fomin (1 sp.)

  6. Subfamilia Campyloneuroideae X. C. Zhang & R. Wei
    1. Niphidium J. Sm. (11 spp.)
    2. Microgramma C. Presl (32 spp.)
    3. Campyloneurum C. Presl (64 spp.)

  7. Subfamilia Adetogrammoideae X. C. Zhang & R. Wei
    1. Adetogramma T. E. Almeida (1 sp.)

  8. Subfamilia Serpocauloideae X. C. Zhang & R. Wei
    1. Serpocaulon A. R. Sm. (37 spp.)

  9. Subfamilia Grammitidoideae Parris & Sundue
    1. Terpsichore A. R. Sm. (16 spp.)
    2. Adenophorus Gaudich (11 spp.)
    3. Parrisia Shalisko & Sundue (2 spp.)
    4. Lomaphlebia J. Sm. (2 spp.)
    5. Cochlidium Kaulf. (17 spp.)
    6. Grammitis Sw. (26 spp.)
    7. Leucotrichum Labiak (6 spp.)
    8. Alansmia M. Kessler, Moguel, Sundue & Labiak (24 spp.)
    9. Ceradenia L. E. Bishop (77 spp.)
    10. Enterosora Baker (28 spp.)
    11. Ascogrammitis Sundue (18 spp.)
    12. Mycopteris Sundue (18 spp.)
    13. Galactodenia Sundue & Labiak (5 spp.)
    14. Melpomene A. R. Sm. & R. C. Moran (30 spp.)
    15. Lellingeria A. R. Sm. & R. C. Moran (52 spp.)
    16. Luisma M. T. Murillo & A. R. Sm. (1 sp.)
    17. Stenogrammitis Labiak (25 spp.)
    18. Moranopteris R. Y. Hirai & J. Prado (32 spp.)
    19. Nanogrammitis Parris, Li Bing Zhang, X. M. Zhou & Liang Zhang (7 spp.)
    20. Rouhania Li Bing Zhang, X. M. Zhou, Jian Jun Yang & Liang Zhang (7 spp.)
    21. Chrysogrammitis Parris (2 spp.)
    22. Dasygrammitis Parris (8 spp.)
    23. Devolia Li Bing Zhang, X. M. Zhou, Jian Jun Yang & Ralf Knapp (1 sp.)
    24. Boonkerdia Li Bing Zhang, Pollawatn, X. M. Zhou & Liang Zhang (3 spp.)
    25. Tomophyllum (E. Fourn.) Parris (37 spp.)
    26. Scleroglossum Alderw. (10 spp.)
    27. Micropolypodium Hayata (3 spp.)
    28. Xiphopterella Parris (14 spp.)
    29. Calymmodon C. Presl (60 spp.)
    30. Ctenopterella Parris (10 spp.)
    31. Grammitastrum (E. Fourn.) Parris, Sundue, Li Bing Zhang & X. M. Zhou (1 sp.)
    32. Thalassogrammitis Parris, Sundue, Li Bing Zhang & X. M. Zhou (1 sp.)
    33. Howeogrammitis Parris, Sundue, Li Bing Zhang & X. M. Zhou (1 sp.)
    34. Grammitis p. p. (2 spp.)
    35. Notogrammitis Parris (12 spp.)
    36. Aenigmatogrammitis Parris (2 spp.)
    37. Oxygrammitis Parris & Sundue (2 spp.)
    38. Acrosorus Copel. (9 spp.)
    39. Glabrigrammitis Li Bing Zhang, X. M. Zhou, Jian Jun Yang & Parris (2 spp.)
    40. Calligrammitis Parris, Sundue, Li Bing Zhang, X. M. Zhou & Ralf Knapp (2 spp.)
    41. Archigrammitis Parris (7 spp.)
    42. Prosaptia C. Presl (72 spp.)
    43. Oreogrammitis Copel. (191 spp.)

Bivše potporodice
1. Subfamilia Drynarioideae Crabbe, Jermy & Mickel
  1. Drynaria (Bory) J. Sm. (33 spp.)
  2. Pichisermollodes Fraser-Jenk. & Challis (14 spp.)
  3. ×Sellimeris Fraser-Jenk., Sushil K. Singh & J. Fraser-Jenk. (0 sp.)
  4. Selliguea Bory (112 spp.)
  5. Gymnogrammitis Griffith (1 sp.)

## Sinonimi
- Platyceriaceae Ching; Acta Phytotax. Sin. 16(3): 18 (1978)
- Drynariaceae Ching; Acta Phytotax. Sin. 16: 1-37 (1978)
- Grammitidaceae Newman; Hist. Brit. Ferns 7 (1840) (Grammitaceae auct., missp.)
- Gymnogrammitidaceae Ching; Acta Phytotax. Sin. 11: 12 (1966)
- Loxogrammaceae Ching ex Pic.Serm.; Webbia 29: 11 (1975)
- Platyceriaceae Ching; Sunyatsenia 5 (1940)
- Pleurosoriopsidaceae Sa.Kurata & Ikebe ex Ching; Acta Phytotax. Sin. 16(4): 17 (1978)